# André Luís dos Santos Ferreira
André Luís dos Santos Ferreira, mais conhecido como André Luís (Porto Alegre, 21 de outubro de 1959), é um treinador e ex-futebolista brasileiro que atuava como zagueiro e lateral-esquerdo. Atualmente é auxiliar técnico no Ceará Sporting Club. 

## Carreira
André Luiz começou sua carreira e marcou época atuando pelo Internacional, mas atuou também por Bahia, Coritiba, Bangu, Sport, Ypiranga de Erechim, Sãocarlense, São José-SP, Palmeirense e Catanduvense.
Se destacou também na Seleção Brasileira Olímpica, ao conquistar a Medalha de Prata nas Olimpíadas de Los Angeles de 1984.
Como treinador, iniciou a carreira no internacional de Porto Alegre.

## Títulos
Internacional
- Campeonato Gaúcho - 1978, 1981, 1983, 1983 e 1984
- Campeonato Brasileiro - 1979
- Torneio Heleno Nunes - 1984
- Torneio Juan Gamper: 1982

Coritiba
- Campeonato Paranaense  - 1986

Seleção Brasileira
- Medalha de Prata nas Olimpíadas de Los Angeles - 1984